# 동부건설
동부건설은 대한민국의 종합건설사이며, 코스피 상장기업이다. 국토교통부가 발표한 2023년 시공능력평가 결과 토목건축공사업에서 22위를 기록했다. 1969년 미륭건설로 출발해 1989년 회사명을 미륭건설에서 동부건설로 변경 후 '센트레빌' 브랜드로 국내 아파트 사업을 본격화하며 몸집을 키워왔다.

## 법정관리 신청 및 해제
글로벌 금융위기 이후 부동산 시장 불황으로 김포 풍무, 인천 계양, 서울 용산 등 미분양과 할인분양으로 자금사정이 악화됐다. 동부건설은 운영자금 압박으로 자금난에 몰려 2014년 12월 31일 서울중앙지방법원에 법정관리를 신청했다. 2016년 10월 법정관리가 해제되었다.

## DB그룹과 분리
동부건설은 동부그룹(현 DB그룹) 계열사였으나 법정관리 이후 그룹에서 완전히 분리됐다. 글로벌 경기 침체, 주택경기 악화로 지난 2015년 1월 회생 절차를 개시했다. 이후 2016년 6월 키스톤에코프라임이 동부건설을 인수했고 같은 해 10월 회생 절차가 종결됐다. 현재 최대주주인 키스톤에코프라임은 한국토지신탁의 주요 투자자이며 동부건설의 지분을 56.39% 보유 중이다.

## 브랜드
동부건설의 아파트 브랜드는 ‘센트레빌’이다.

## 같이 보기
- DB그룹
- 대한건설협회
- 해외건설협회
- 국토교통부
- 건설워커